# Walter Piston
William Piston (Rockland, Maine, 20 de enero de 1894 - Massachusetts, 12 de noviembre de 1976) fue un compositor y teórico musical de los Estados Unidos.
Su Tratado de armonía sigue siendo uno de los manuales de teoría musical de referencia en escuelas de música de todo el mundo.

## Biografía
Walter Piston fue estudiante en la Universidad de Harvard, de 1920 a 1924. Brillante alumno, obtuvo una beca que le permite formarse en París, donde trabajó con Nadia Boulanger de 1924 a 1926. A su regreso a los Estados Unidos, enseñó en la Facultad de Música de la Universidad de Harvard, donde fue nombrado profesor de composición en 1944. Enseñó hasta 1959.
Piston, influido en un principio en la década de 1920 por la estética cosmopolita de Boulanger, adoptó un estilo de inclinación neo-clásica tendente a la sobriedad. Compuso, entre otras obras, ocho sinfonías y muchos conciertos para diversos instrumentos.
Entre sus alumnos más destacados figuran el compositor y director de orquesta Leonard Bernstein, el compositor Elliott Carter, el pianista Noël Lee, el compositor Leroy Anderson y el compositor y pianista Frederic Rzewski.

## Catálogo de obras
| Año     | Obra | Tipo de obra                |
| ------- | --- | --------------------------- |
| 1925    | Pieza orquestal (no publicada) | Orquestal                   |
| 1925/26 | Tres Piezas para flauta, clarinete and Bassoon | Música de cámara            |
| 1926    | Sonata, para piano (esbozos, no publicada) | Música de piano             |
| 1927    | Pieza sinfónica, para orquesta (no publicada) | Orquestal                   |
| 1927    | Minuetto in stile vecchio, para cuarteto de cuerda (esbozos, no publicada)                                                                          | Música de cámara            |
| 1929    | Suite n.º 1, para orquesta | Orquestal                   |
| 1930    | Sonata para flauta y piano | Música de cámara            |
| 1931    | Suite para oboe y piano | Música de cámara            |
| 1933    | Cuarteto de cuerda n.º 1 | Música de cámara (cuarteto) |
| 1933    | Concierto para orquesta | Orquestal                   |
| 1934    | Prelude and Fugue | Orquestal                   |
| 1935    | Cuarteto de cuerda n.º 2 | Música de cámara (cuarteto) |
| 1935    | Piano Trio N.º 1 | Música de cámara            |
| 1936    | Arreglo de Debussy: Clair de lune, 1936; (no publicada)                                                                                             | Orquestal                   |
| 1937    | Sinfonía n.º 1 | Orquestal, sinfonía         |
| 1937    | Concertino, para piano y orquesta de cámara | Música concertante          |
| 1938    | The Incredible Flutist (El increíble flautista) | Ballet                      |
| 1938    | Carnival Song (L. de Medici), TBB, brass | Música coral                |
|         | Suite de The Incredible Flutist | Orquestal                   |
| 1939    | Sonata para violín y piano | Música de cámara            |
| 1939    | Concierto n.º 1 para violín y orquesta | Música concertante          |
| 1940    | March | Música coral                |
| 1940    | Chromatic Study on the Name of Bach, para órgano | Música para órgano          |
| 1941    | Sinfonietta, para orquesta de cámara | Orquestal                   |
| 1942    | Interlude, para viola y piano | Música de cámara (dúo)      |
| 1942    | Fanfare for the Fighting French, brass, perc | Orquestal                   |
| 1942    | Quinteto para flauta y cuarteto de cuerda | Música de cámara            |
| 1943    | Sinfonía n.º 2 | Orquestal, sinfonía         |
| 1943    | Prelude and Allegro para órgano y cuerdas | Música concertante          |
| 1943    | Passacaglia, para piano | Música de piano             |
| 1944    | Fugue on a Victory Tune (no publicada) | Orquestal                   |
| 1944    | Partita para violín, viola y órgano | Música de cámara            |
| 1944    | Variation on a Theme by Eugène Goossens [1.ª de 10 Jubilee Variations]                                                                              | Orquestal                   |
| 1945    | Sonatina para violín y arpa | Música de cámara            |
| 1945    | Arreglo de Fauré: Prométhée, Acto II, escena I | Orquestal                   |
| 1945    | Improvisation, para piano | Música de piano             |
| 1946    | Divertimento, para nueve instrumentos (fl, ob, cl, bn, str qt, db)                                                                                  | Música de cámara            |
| 1947    | Cuarteto de cuerda n.º 3 | Música de cámara (cuarteto) |
| 1948    | Sinfonía n.º 3 | Orquestal, sinfonía         |
| 1947/48 | Suite No. 2 para orquesta | Orquestal                   |
| 1948    | Toccata para orquesta | Orquestal                   |
| 1949    | Duet para viola y chelo | Música de cámara (dúo)      |
| 1949    | Quinteto con piano | Música de cámara            |
| 1950    | Sinfonía n.º 4 | Orquestal, sinfonía         |
| 1950    | Tunbridge Fair (Intermezzo), sym. band | Orquestal                   |
| 1951    | Cuarteto de cuerda n.º 4 | Música de cámara (cuarteto) |
| 1953/54 | Fantasía, para corno inglés, arpa y cuerda | Música concertante          |
| 1954    | Sinfonía n.º 5 | Orquestal, sinfonía         |
| 1955    | Sinfonía n.º 6 | Orquestal, sinfonía         |
| 1956    | Quinteto de viento | Música de cámara            |
| 1956    | Serenata | Orquestal                   |
| 1957    | Concierto para viola | Música concertante          |
| 1957    | Serenata para orquesta | Orquestal                   |
| 1958    | Concierto para dos pianos y orquesta | Música concertante          |
| 1958    | Psalm and Prayer of David, SATB, fl, cl, bn, vn, va, vc, db, 1958: O Sing unto the Lord a New Song (Ps XCVI); Bow Down thine Ear, O Lord (Ps XXCVI) | Música coral                |
| 1959/60 | Three New England Sketches | Orquestal                   |
| 1960    | Sinfonía n.º 7 | Orquestal, sinfonía         |
| 1960    | Concierto n.º 2 para violín y orquesta | Música concertante          |
| 1961    | Sym. Prelude | Orquestal                   |
| 1962    | Cuarteto de cuerda n.º 5 | Música de cámara (cuarteto) |
| 1962    | Lincoln Center Festival Overture | Orquestal                   |
| 1963    | Capriccio para arpa y cuerdas | Música concertante          |
| 1963    | Variations on a Theme by Edward Burlingame Hill | Orquestal                   |
| 1964    | Piano Quartet | Música de cámara            |
| 1964    | Sexteto de cuerdas | Música de cámara            |
| 1965    | Sinfonía n.º 8 | Orquestal, sinfonía         |
| 1965    | Pine Tree Fantasy | Orquestal                   |
| 1966    | Piano Trio N.º 2 | Música de cámara            |
| 1966    | Variations para chelo y orquesta | Música concertante          |
| 1967    | Concierto para clarinete y orquesta | Música concertante          |
| 1967    | Souvenir, para flauta, viola y arpa | Música de cámara (trío)     |
| 1967    | Ricercare para orquesta | Orquestal                   |
| 1969    | Ceremonial Fanfare, brass percusión | Orquestal                   |
| 1970    | Fantasia para violín y orquesta | Música concertante          |
| 1970    | Variation on Happy Birthday, para piano (no publicada)                                                                                              | Música de piano             |
| 1971    | Concierto para flauta y orquesta | Música concertante          |
| 1972    | Duo para chelo y piano | Música de cámara            |
| 1973    | 3 Counterpoints, para violín, viola y chelo | Música de cámara (trío)     |
| 1975    | Bicentennial Fanfare | Orquestal                   |
| 1976    | Concierto para cuarteto de cuerda, instrumentos de viento y percusión                                                                               | Música concertante          |
| ?       | Fugue … sur un sujet de Fenaroli, cuarteto de cuerda, n.d. (no publicada)                                                                           | Música de cámara            |
| ?       | Arreglo de Beethoven: Sonata para piano ‘Moonlight’, op. 14/2, 1.er movt.                                                                           | Orquestal                   |

### Libros
- 1933 - Principles of Harmonic Analysis. Boston: E. C. Schirmer, 1933.
- 1941 - Harmony. Nueva York: W. W. Norton & Company, Inc., 1941. Traducción al español como Armonía, rev. y ampliada por Mark DeVoto. Barcelona: Idea Books, 2001. ISBN 84-8236-224-0.
- 1947- Counterpoint. Nueva York: W. W. Norton & Company, Inc., 1947.
- 1955 - Orchestration. Nueva York: W. W. Norton, 1955. ISBN 0-393-09740-4 ISBN 978-0-393-09740-5 Traducción al español como Orquestación por Ramón Barce, Llorenç Barber y Alicia Perris. Madrid: Real Musical, 1984. ISBN 978-84-387-0099-0.